# Sorbolo Mezzani
Sorbolo Mezzani (conocido en los dialectos locales del emiliano-romañol como Sòrbol Amzàn, Sòrbel Mzàn o Sòrbl'Amzàn) es una comuna italiana perteneciente a la provincia de Parma de la región de Emilia-Romaña.
El actual municipio fue fundado el 1 de enero de 2019 mediante la fusión de las hasta entonces comunas separadas de Sorbolo (la actual capital municipal) y Mezzani.
En 2022, el municipio tenía una población de 12 758 habitantes.
Comprende un conjunto de pequeñas localidades rurales entre las afueras nororientales de la capital provincial Parma y la orilla meridional del río Po.